# 서천 남산성
서천 남산성(舒川 南山城)은 충청남도 서천군 서천읍, 남산에 있는 백제의 산성이다. 1995년 3월 6일 충청남도의 기념물 제96호로 지정되었다.

## 개요
서천 남산성은 고려시대부터 조선 세종때까지 서천의 관아가 있었던 산성이다.
산성의 규모는 둘레가 1545자이며, 성내에는 우물이 한 곳이 있었다하며 석축산성으로 일부 붕괴된 곳에서 백제 토기를 수습할 수 있어 분명 남산성은 백제의 성을 수축한 것으로 판단이 된다.
또한 백제가 망하고 의자왕과 귀족들이 당나라로 끌려갈때 부녀자들이 마지막 떠나는 님을 바라보던 곳이기도 하며, 이것이 연유가 되어 음력 8월 17일에 부녀자들이 만남의 장소로 즉흥적인 춤과 노래를 하며 하루를 즐기던 남산놀이가 전하고 있다.
서쪽 봉우리는 남으로 전북 옥구점방산과 응하고 북으로는 비인 칠지산과 응하던 운은산 봉수대가 있었다.

## 같이 보기
- 서천 남산놀이

## 참고 자료
- 서천 남산성 - 국가유산청 국가유산포털